# 樋ノ口町 (栃木市)
樋ノ口町（ひのくちまち）は、栃木県栃木市の地名。郵便番号は328-0024。
　

## 地理
大宮地区南部に位置し、東は高谷町、西は城内町・大平町北武井、南は小山市卒島、北は仲仕上町・藤田町・宮田町と接している。

## 世帯数と人口
2017年（平成29年）8月31日現在の世帯数と人口は以下の通りである。
| 町丁     | 世帯数  | 人口  |
| -------- | ------- | ----- |
| 樋ノ口町 | 397世帯 | 870人 |

## 施設
商業
- 栃木卸センター
- 松屋栃木樋ノ口店
- ラウンドワン栃木樋ノ口店
- スーパーオータニ栃木店
- HondaCars南栃木栃木店

## 交通

### 道路
主要地方道
- 栃木県道31号栃木小山線（小山街道）

一般県道
- 栃木県道243号小山城内線

## 小・中学校の学区
市立小・中学校に通う場合、学区は以下の通りとなる。
| 番地 | 小学校               | 中学校             |
| ---- | -------------------- | ------------------ |
| 全域 | 栃木市立大宮南小学校 | 栃木市立東陽中学校 |